# Diadegma filicorne
Diadegma filicorne är en stekelart som beskrevs av Horstmann 1980. Diadegma filicorne ingår i släktet Diadegma och familjen brokparasitsteklar. Inga underarter finns listade i Catalogue of Life.